# Pape Matar Sarr
Pour les articles homonymes, voir Sarr.
Pape Matar Sarr, né le 14 septembre 2002 à Thiaroye, est un footballeur international sénégalais. Il évolue au poste de milieu de terrain à Tottenham Hotspur.

## Biographie

### Carrière en club
Formé dans le club sénégalais de Génération Foot — institution satellite du FC Metz — où il est arrivé à 14 ans, depuis les Walidane de Thiès, Pape Matar Sarr rejoint les Grenats en France le 15 septembre 2020,.
Rapidement intégré à l'effectif professionnel par Frédéric Antonetti — qui fait son retour en Lorraine en octobre —  Il fait ses débuts pour le FC Metz le 29 novembre 2020 lors d'un match de Ligue 1 contre Brest,.
À peine majeur Sarr s'illustre dès début 2021, au sein d'une équipe de Metz en forme, commençant une série de victoires après avoir battu un OL alors premier de la Ligue 1 : Sarr enchaine notamment les buts contre Brest puis Montpellier, sa performance au poste de milieu relayeur étant particulièrement remarquée dans ce dernier match, le 3 février 2021, aboutissant à un score de un partout face aux Montpellierains,. Même dans les performances plus compliquées de son équipe, le jeune sénégalais reste parmi les éléments plus en forme de l'effectif en cette fin d'hiver 2021.
Le 27 août 2021, il est transféré au Tottenham Hotspur FC, pour une somme estimée à 20 millions d'euros qui en fait le plus gros transfert du club lorrain, avec lequel il reste en prêt pour la saison 2021-22,,.

### Carrière en sélection
Pape Sarr est international avec les moins de 17 ans sénégalais, avec qui il participe à la Coupe d'Afrique en 2019, puis la même année, la Coupe du monde des moins de 17 ans, pour laquelle le Sénégal se qualifie de justesse, à la suite de l'exclusion de la Guinée,.
Auteur de trois buts et deux passes décisives dans ce dernier tournoi — permettant notamment à son équipe de battre les champions d'Europe en titre, les néerlandais, 3-1, Sarr étant impliqué dans chaque but des siens — il est désigné par plusieurs comme la révélation de cette équipe sénégalaise,,.
En 2019, Pape Matar Sarr est appelé avec la sélection U20 pour participer au Football aux Jeux africains de 2019 à Rabat, ils finissent troisième, peu de temps après il est de nouveau convoqué ,pour participer à l’invitation au Championnat arabe de football des moins de 20 ans 2020 à laquelle il remporte la compétition. il délivra 4 buts dont un majestueux coupe franc en demi-finale face a l'Égypte et trois buts en phase de groupe, donc un doublé face a la Libye,.
Appelé en équipe sénior par Aliou Cissé une première fois en mars 2021, dans un contexte compliqué par le covid, Sarr obtient finalement sa première sélection avec le Sénégal le 26 mars 2021 lors d'un match de qualification à la CAN 2021 contre le Congo,.
Régulièrement appelé par Aliou Cissé par la suite, il prend part aux phases finales de la Coupe d'Afrique des nations 2021. Malgré un test positif au covid qui freine son entrée dans la compétition, Sarr entre notamment en jeu lors de la demi-finale contre le Burkina Faso, prenant ainsi part au premier titre du Sénégal en Coupe d'Afrique,.
Le 11 novembre 2022, il est sélectionné par Aliou Cissé pour participer à la Coupe du monde 2022. Le 29 décembre 2023, il est retenu dans la liste des vingt-sept joueurs sénégalais sélectionnés par Aliou Cissé pour disputer la Coupe d'Afrique des nations 2023.

## Palmarès

### En clubs
Avec Tottenham Hotspur il remporte la Ligue Europa en 2025. Puis il sera Finaliste de la Supercoupe de l'UEFA en 2025

### En sélection nationale
Il est médaillé de bronze aux Jeux africains de 2019 avec l'équipe du Sénégal des moins de 20 ans.
Avec l'équipe du Sénégal des moins de 20 ans, Pape Matar Sarr remporte le Championnat arabe des moins de 20 ans en 2020
Avec l'équipe du Sénégal, Pape Matar Sarr remporte la Coupe d'Afrique des nations en 2021.

### Distinctions personnelles
- Jeune joueur africain de l'année en 2022[28]

## Style de jeu
Milieu de terrain polyvalent, brillant au poste de milieu offensif voire meneur de jeu au Sénégal, Pape Matar Sarr débute au poste de milieu défensif en France, mais c'est en tant que milieu relayeur qu'il va vraiment s'imposer à Metz.
Joueur rapide et technique il possède une bonne vision de jeu et est également capable de frapper vers le but, se distinguant notamment sur coup franc,.
À Metz son entraineur Antonetti évoque un « joueur plein de talent, qui peut [leur] changer la vie », quand son coéquipier Thomas Delaine évoque lui sa « capacité à briser des lignes par ses passes et à réaliser des gestes sortant de l'ordinaire », mais aussi un caractère et une humilité qui en font selon plusieurs un leader en puissance sur le terrain,.

## Vie privée
Pape Matar Sarr est le cousin de Sidy Sarr, international sénégalais évoluant en même temps que lui en Ligue 2, avec le Nîmes Olympique et le cousin de Lamine Sarr qui joue a l’US Gorée au poste de gardien . Son père, Sidate Sarr, est un ancien gardien, qui entraine en 2021 l'US Gorée sur l'île homonyme dans la baie de Dakar,. Et son frère Sambou Sarr joue également au football professionnel au milieu comme Pape, il a joue en france avec le FC Metz avec l’équipe B puis actuellement au Union Titus Pétange.